# Crumomyia nigra
Crumomyia nigra – gatunek muchówki z rodziny Sphaeroceridae i podrodziny Copromyzinae.
Gatunek ten opisany został w 1830 roku przez Johanna Wilhelma Meigena jako Borborus nigra.
Muchówka o ciele długości od 3,5 do 4 mm, ubarwiona matowo czarno. Głowa jej charakteryzuje się brakiem szczecinek zaciemieniowychoraz obecnością na każdym policzku oprócz wibrys jednej długiej dwóch szczecinki. Chetotaksję tułowia cechują szczecinki środkowe grzbietu ustawione w 10–14 rzędów oraz dwie pary szczecinek śródplecowych, z których jedna jest krótka a jedna długa. Opylenie pokrywa całą powierzchnię mezopleurów. Skrzydła są w pełni wykształcone. Środkowa para odnóży ma grzbietową powierzchnię goleni zaopatrzoną w szczecinki dorsalne oraz rząd 3–6 szczecinek anterodorsalych. Tylna para odnóży ma tylko jeden włosek na udach oraz krótkie i grube szczecinki anterowentralne na goleniach.
Owad znany z prawie wszystkich krajów Europy, w tym z Polski, a ponadto z Kaukazu, Azji Środkowej i Ameryki Północnej.